# Younous Omarjee
Younous Omarjee (ur. 30 września 1969 w Saint-Denis) – francuski i reunioński polityk, poseł do Parlamentu Europejskiego VII, VIII, IX i X kadencji, wiceprzewodniczący PE X kadencji.

## Życiorys
Z wykształcenia prawnik, absolwent Université Panthéon-Sorbonne. Zaangażował się w działalność Komunistycznej Partii Reunionu. Był ekspertem ds. Unii Europejskiej i asystentem parlamentarnym deputowanych związanych z sojuszem Alliance des Outre-mer, koalicją lewicowych i komunistycznych ugrupowań z departamentów pozaeuropejskich i terytoriów zamorskich. Współpracował z takimi europosłami jak Paul Vergès, Madeleine de Grandmaison oraz Élie Hoarau.
4 stycznia 2012 objął mandat posła do Parlamentu Europejskiego VII kadencji, z którego zrezygnował Élie Hoarau. W PE przystąpił do Konfederacyjnej Grupy Zjednoczonej Lewicy Europejskiej i Nordyckiej Zielonej Lewicy. W 2014 uzyskał reelekcję z ramienia listy wyborczej L'Union pour les Outremer wspieranej przez Front Lewicy. Dołączył później do ruchu politycznego La France insoumise; z jego ramienia w 2019 i 2024 ponownie był wybierany do PE. W lipcu 2024 został wybrany na wiceprzewodniczącego PE X kadencji.